# Rakonje
Rakonje (en serbe cyrillique: Ракоње) est un village du nord-est du Monténégro, dans la municipalité de Bijelo Polje.

## Démographie

### Évolution historique de la population[1]
| 1948 | 1953 | 1961 | 1971  | 1981  | 1991 | 2003 |
| ---- | ---- | ---- | ----- | ----- | ---- | ---- |
| 176  | 201  | 269  | 1 201 | 1 857 | 746  | 792  |